# Avenue Cruzeiro do Sul
Pour les articles homonymes, voir Cruzeiro do Sul.
L'avenue Cruzeiro do Sul (Avenida Cruzeiro do Sul en portugais) est une importante artère de la ville brésilienne de São Paulo, capitale de l'État homomonyme.

## Situation et accès
D'une longueur approximative de 3,5 kilomètres, elle traverse les districts de Pari et Santana et plus précisément les quartiers (bairro) de Canindé et Santana. Elle démarre à hauteur de l'Avenida do Estado et se termine rue Conselheiro Saraiva.
Elle est parcourue sur toute une partie de sa longueur par la ligne 1 du métro de São Paulo. Elle est desservie par les stations Portuguesa-Tietê, Carandiru et Santana.

## Origine du nom
Cruzeiro do Sul qui symbolise souvent l'identité sud-américaine et est utilisé dans divers contextes culturels et géographiques au Brésil, signifie Croix du Sud en portugais, en référence à la constellation australe visible dans l'hémisphère sud.

## Historique
À l'origine, cette avenue s'appelait « Avenida Cantareira », en lien avec le Tramway da Cantareira (pt), construit au début du XXe siècle pour transporter des matériaux vers les réservoirs de la région de Cantareira.
Une route provisoire fut aménagée de chaque côté des rails, avec l'idée d’en faire une future avenue, mais ce projet fut négligé pendant des années, entraînant des constructions anarchiques et des embouteillages.